# 산용담
산용담(山龍膽, Gentiana algida)은 한국 북부의 고산에 나는 여러해살이풀로 높이 10-25cm이다. 근생엽은 선상 피침형, 넓은 선형, 끝이 둔하고, 길이 8-15cm, 밑부분이 합쳐져 잎짚으로 된다. 경생엽은 피침형, 길이 2-5cm, 잎짚이 있다. 화관은 긴 종 모양, 화관 갈래는 비스듬히 열리며, 연한 황백색 바탕에 청록색 점이 있고, 길이 3.5-4cm, 꽃자루는 짧다. 열매는 삭과로 좁고 길며 2개로 갈라진다.

## 사용
관상용, 약용으로 쓰여 화단에 관상초로심기도 한다. 한방이나 민간에서는 뿌리를 건위, 설사, 창종, 간질, 경풍, 회충, 심장염, 습진 등에 다른 약재와 같이 처방하여 약으로 쓴다.